# Øm (landsby)
 Ikke at forveksle med Øm Kloster.
Øm er en landsby på Midtsjælland med 450 indbyggere  (2024), beliggende i Glim Sogn ca. seks kilometer sydvest for Roskilde Centrum. Landsbyen ligger i Lejre Kommune og tilhører Region Sjælland.
Øm Jættestue ligger mellem Lejre og Øm, ca. 10 km sydvest for Roskilde.
Tidligere lå kiosken "Guggeren" nær primærrute 14, som passerer Øm. I dag er kiosken lukket og omdannet til parcelhus og pizzeria.
- Øm Jættestue